# Schlacht von Bathys Ryax
Frühe Schlachten
Mu'ta – Tabūk – Dathin – Firaz
Arabische Eroberung der Levante
Qartin – Bosra – Adschnadain – Mardsch ar-Rahit – Fahl – Damaskus – Mardsch ad-Dibadsch – Emesa – Jarmuk – Jerusalem – Hazir – Aleppo
Arabische Eroberung Ägyptens 
Heliopolis – Alexandria – Nikiou
Umayyadische Eroberung Nordafrikas
Sufetula – Vescera – Karthago
Umayyadidische Invasion Anatoliens
 und Konstantinopels
Eiserne Brücke – Germanikeia – 1. Konstantinopel – Sebastopolis – Tyana – 2. Konstantinopel – Nikäa – Akroinon
Arabisch-byzantinischer Grenzkrieg
Kamacha – Kopidnadon – Krasos – Anzen und Amorion – Mauropotamos – Lalakaon – Bathys Ryax
Sizilien und Süditalien
1. Syrakus – 2. Syrakus – Feldzüge des Maniakes
Byzantinischer Gegenschlag
Marasch – Raban – Andrassos – Feldzüge des Nikephoros Phokas – Feldzüge des Johannes Tzimiskes – Orontes – Feldzüge Basileios’ II. – Azaz
Seeoperationen
Phoinix – Muslimische Eroberung Kretas – Thasos – Damiette – Thessalonike – Byzantinische Rückeroberung Kretas
Die Schlacht von Bathys Ryax wurde entweder 872 oder 878 zwischen dem Byzantinischen Reich und den Paulikianern ausgetragen. Die Paulikianer waren eine christliche Sekte, die wegen der Verfolgung durch den byzantinischen Staat einen eigenen Herrschaftsbereich um Tephrike an der byzantinischen Ostgrenze geschaffen hatte und mit den muslimischen Emiraten entlang des Thughurs, dem Grenzstreifen zum Abbasiden-Kalifat, gegen das Reich zusammenarbeitete. Die Schlacht war ein entscheidender byzantinischer Sieg und führte zur Flucht des Anführers der Paulikianer, Chrysocheir. Die Schlacht erschütterte den Paulikianer-Staat und befreite Byzanz von einer ernstzunehmenden Gefahr an der Ostgrenze. In der Folge der Schlacht sollte Tephrike fallen und der paulikianische Staat von Byzanz annektiert werden.

## Hintergrund

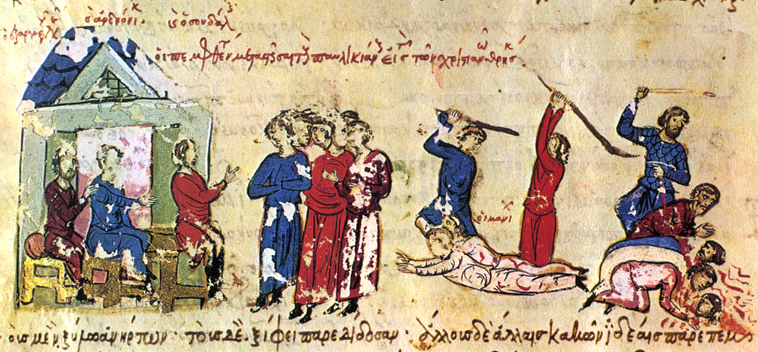
Das Massaker an den Paulikianern 843/844

Die Paulikianer waren eine christliche Sekte, deren Ursprung unklar ist: byzantinische Quellen beschreiben sie als Dualisten, während armenische Quellen sie als Adoptionisten ansehen. Die Paulikianer waren begeisterte Ikonoklasten, hingen einer sehr speziellen Christologie an und lehnten die Autorität und die Praktiken der offiziellen orthodoxen Kirche ab; sie folgten ihren eigenen Anführern. Als Folge wurden sie vom byzantinischen Staat ab 813 verfolgt, trotz der offiziellen Unterstützung der Kaiser für den Ikonoklasmus. Nach dem definitiven Ende des byzantinischen Ikonoklasmus im Jahr 843 verschärfte sich die Verfolgung: in einem für die byzantinische Geschichte einzigartigen Versuch diese „häretische“ Sekte auszulöschen wurden Befehle ausgegeben, jeden, der nicht widerrief, zu töten. Den Chroniken zufolge wurden bis zu 100.000 Paulikianer massakriert. Die Überlebenden flohen zu ihren Stützpunkten im östlichen Anatolien und fanden Zuflucht bei den muslimischen Feinden des Kaiserreichs, den arabischen Emiraten des Thughurs, der arabisch-byzantinischen Grenzzone entlang der Taurus-Antitaurus-Linie. Mit der Unterstützung des Emirs von Melitene, Umar al-Aqta, konnte der Führer der Paulikianer, Karbeas, ein eigenständiges Fürstentum bei Tephrike gründen, und in den anschließenden Jahrzehnten zogen die Paulikianer zusammen mit den Arabern gegen Byzanz zu Felde.
Die Araber und die Paulikianer erlitten 863 einen schweren Schlag mit der Niederlage und dem Tod Umars in der Schlacht am Lalakaon und dem Tod des Karbeas im selben Jahr. Aber unter ihrem neuen Führer Chrysocheir nahmen die Paulikianer ihre Raubzüge tief ins byzantinische Anatolien wieder auf (sie plünderten bis nach Nicaea und eroberten Ephesos 869/870). Der neue byzantinische Kaiser Basileios I. (regierte 867–886) entsandte eine Gesandtschaft nach Tephrike, um mit den Paulikianern zu verhandeln. Als die Verhandlungen scheiterten, führte Basileios im Frühjahr 871 einen Feldzug gegen die Paulikianer, wurde aber besiegt und konnte nur mit Mühe entkommen.

## Schlacht

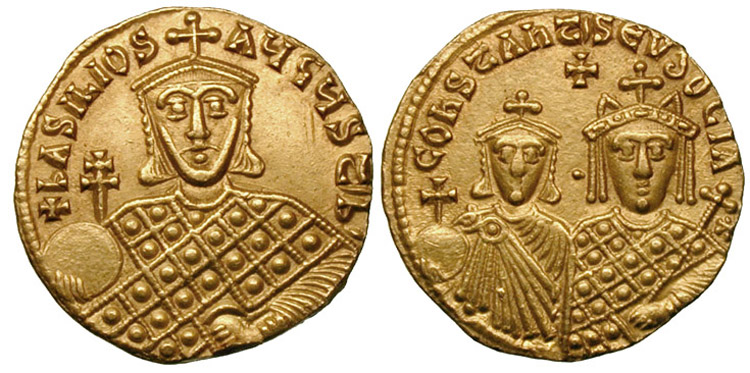
Goldmünzen des Kaisers Basileios I.

Von diesem Erfolg ermutigt wagte Chrysocheir einen weiteren Raubzug tief nach Anatolien hinein, erreichte Ankyra und verwüstete das südliche Galatien. Basileios reagierte und sandte seinen Stiefbruder, den Domestikos der Scholen Christophoros, gegen sie aus. Die Paulikianer konnten ein Zusammentreffen verhindern, und als die Jahreszeit für Feldzüge näher rückte, zogen sie sich in ihr eigenes Gebiet zurück. Sie kampierten bei Agranai (heutiges Muşalem Kalesı) im Thema von Charsianon, die sie verfolgende byzantinische Armee hatte ihrerseits ein Lager bei Siboron (Σίβορον, heutiges Karamadara) weiter westlich aufgeschlagen. Von dort marschierten die Paulikianer nach Nordosten zum Pass von Bathys Ryax oder Bathyryax (Βαθυρύαξ, „Tiefer Strom“, der heutige Kalınırmak-Pass westlich von Sivas in der Türkei), ein Ort von strategischer Bedeutung. Christopher schickte die Strategoi der Themen von Armeniakon und Charsianon mit vier- bis fünftausend Mann als Vorhut um der paulikianischen Armee zu folgen, sie bis zum Pass zu verfolgen und ihre Absichten herauszufinden, d. h. ob sie versuchen würden wieder umzudrehen und weiteres byzantinisches Gebiet zu plündern oder ob sie nach Tephrike zurückkehren würden, in welchem Fall sie zu den Truppen des Domestikos zurückkehren sollten.
Als die beiden Generäle mit ihren Truppen den Pass erreichten, war die Nacht hereingebrochen. Die Paulikianer, die offenbar nicht wussten, dass sie verfolgt wurden, hatten im Talgrund ein Lager aufgeschlagen. Die Byzantiner bezogen einen bewaldeten Hügel names Zogoloenos, von dem man das paulikianische Lager beobachten konnte. Die Quellen berichten, dass zu diesem Zeitpunkt ein Streit zwischen den beiden thematischen Armeen ausbrach, welche die tapferere sei; die Generäle entschieden die gute Moral und Kampfeslust der Truppen auszunutzen und ihre Befehle zu missachten. Eine ausgewählte Gruppe von 600 Soldaten aus beiden Armeeteilen begann bei Tagesanbruch einen Überraschungsangriff, während der Rest der Truppen versteckt blieb, aber durch das Blasen von Hörnern und lautem Rufen den Eindruck erweckte, als sei die byzantinische Hauptarmee im Anmarsch. Die Täuschung funktionierte: die Paulikianer stoben panisch auseinander. Das gesamte paulikianische Heer war in Panik, und es traf bei seiner Flucht nun tatsächlich auf das byzantinische Heer. Die versprengten Reste des Heeres wurden von den Byzantinern über 50 km lang gejagt. Chrysocheir konnte mit einer kleinen Leibwache entfliehen, er wurde aber bei Konstantinou Bounos (wahrscheinlich das heutige Yildiz Dagı) von der byzantinischen Vorhut gestellt. Im aufbrandenden Gefecht wurde er verwundet und fiel vom Pferd. Er wurde gefangen genommen und enthauptet, sein Kopf wurde Kaiser Basileios in Konstantinopel gesandt.

## Folgen
Die Niederlage von Bathys Ryax bedeutete das Ende der paulikianischen Bedrohung für Byzanz. Basileios knüpfte an diesen Erfolg eine Reihe von Feldzügen gegen die Paulikianer und die östlichen Emirate an. Tephrike wurde 878 erobert und dem Erdboden gleichgemacht. Die verbleibenden Paulikianer wurden auf den Balkan umgesiedelt, ein anderer Teil wurde nach Süditalien verschifft um unter Nikephoros Phokas dem Älteren für das Reich zu kämpfen.

## Fragen zur Chronologie
Der genaue Zeitpunkt der Schlacht und des Endes des Paulikianerstaats ist unklar, da sich die byzantinischen Quellen widersprechen: einige Historiker datieren die Schlacht auf 872, andere auf 878, entweder vor oder nach die Einnahme Tephrikes. Alexander Vasiliev schlug zu Anfang einen byzantinischen Sieg vor, gefolgt von der Eroberung Tephrikes und danach die endgültige Niederlage der Paulikianer bei Bathys Ryax, alles im Jahr 872. Neuere Historiker platzieren die Schlacht vor der Einnahme der Stadt. Einige Historiker wie Nina Garsoïan oder John F. Haldon, datieren beide Ereignisse auf 878.